# Gmina Margonin
Die Gmina Margonin ist eine Stadt-und-Land-Gemeinde im Powiat Chodzieski der Woiwodschaft Großpolen in Polen. Ihr Sitz ist die gleichnamige Stadt mit etwa 3000 Einwohnern.

## Geographie
Margonin grenzt im Norden an die Stadt Szamocin (Samotschin), die Kreisstadt Chodzież (Colmar) liegt etwa fünfzehn Kilometer westlich, die Woiwodschafts-Hauptstadt Posen etwa 60 Kilometer südlich. Zu den Gewässern gehören mehrere Seen und kleinere Fließgewässer.

## Geschichte

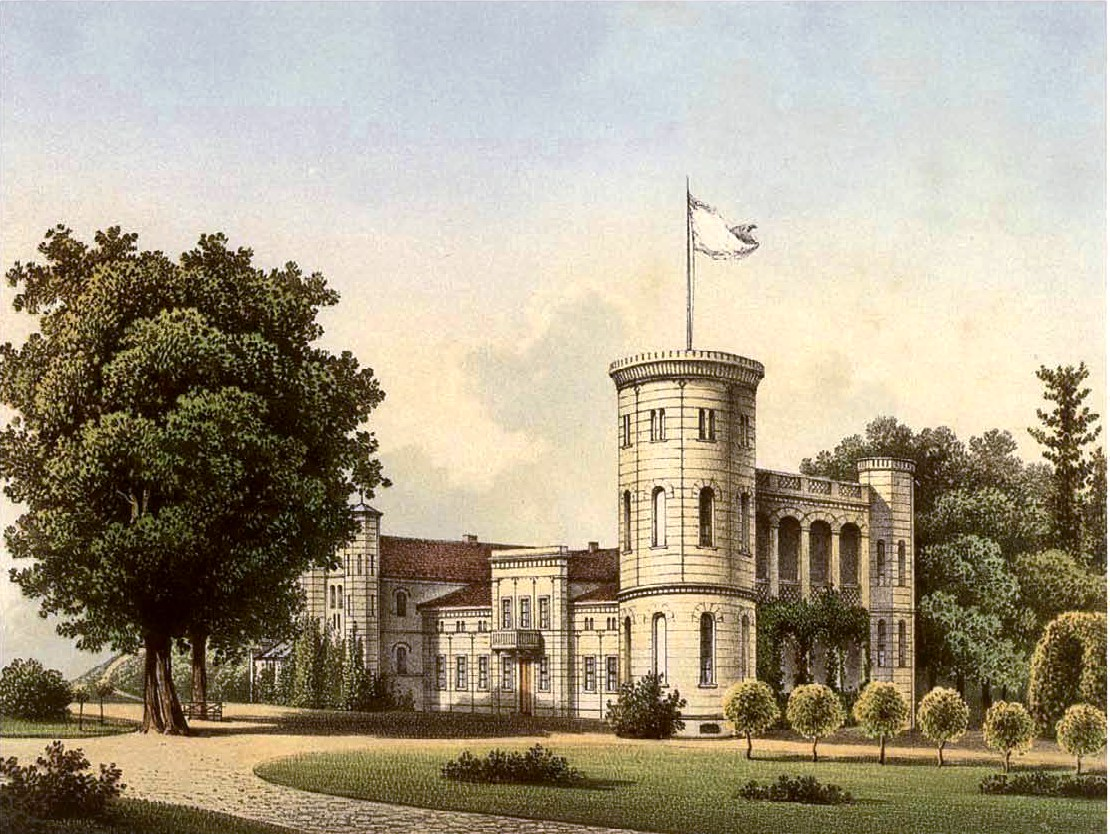
Rittergut Margoninsdorf um 1860, Sammlung Alexander Duncker

Die Gemeinde wurde 1973 gegründet und kam von 1975 bis 1998 zur neu gebildeten Woiwodschaft Piła. Diese wurde 1998 wieder aufgelöst.

## Gliederung
Zur Stadt-und-Land-Gemeinde Margonin gehören die Stadt selbst, elf Dörfer mit Schulzenämter (gekennzeichnet mit *) sowie kleinere Ortschaften:
(Die amtlichen deutschen Namen stammen aus der preußischen Zeit (1815–1919) bzw. aus der Zeit der deutschen Besetzung im Zweiten Weltkrieg (1939–1945).)
| Name             | deutscher Name (1815–1919)   | deutscher Name (1939–1945) |
| ---------------- | ---------------------------- | -------------------------- |
| Adolfowo         | Adolphsheim                  | Adolfsheim                 |
| Bugaj            | Wilhelmstreu                 | Wilhelmstreu               |
| Dębiniec         | Eichenau                     | Eichenau                   |
| Karolinka        | Karlshöh                     | Karlshöh                   |
| Klaudia          | Vorwerk Klaudia              | ?                          |
| Klotyldzin       | Klothildenhof                | Klothildenhöh              |
| Kowalewo *       | Kowalewo 1905–19 Schmiedenau | Schmiedenau                |
| Lipiniec *       | Lipin Hauland                | Lipin Hauland              |
| Lipiny *         | Lipin                        | Grunholdsdorf              |
| Marcinek         | Obermühle                    | Obermühle                  |
| Margonin         | Margonin                     | Margonin                   |
| Margońska Wieś * | Margoninsdorf                | Margoninsdorf              |
| Młynary *        | Müllerfelde                  | Müllerfelde                |
| Ofelia           | Vorwerk Ofelia               | ?                          |
| Próchnowo *      | Prochnowo                    | Rochnau                    |
| Radwanki *       | Radwonke                     | Radwonke                   |
| Studźce *        | Alyrode                      | Alyrode                    |
| Sułaszewo *      | Vorwerk Sulaszewo            | ?                          |
| Sypniewo *       | Sypniewo 1905–19 Seeort      | Seeort                     |
| Tereska          | Vorwerk Tereska              | ?                          |
| Witkowice        | Wittkowitz                   | ?                          |
| Zbyszewice *     | Zbyszewice                   | ?                          |
| Żoń              | Wilhelmstreu                 | Wilhelmstreu               |

## Persönlichkeiten
- Ilse Molzahn, geb. Schwollmann (1895–1981), Schriftstellerin; geboren auf Rittergut Kowalewo
- Immeke Mitscherlich, geb. Schwollmann (1899–1985), Textilkünstlerin und Lehrerin an der Textilingenieurschule Krefeld; geboren auf Rittergut Kowalewo.